# Viktor Joesjtsjenko
Viktor Andrijovytsj Joesjtsjenko  (Oekraïens: Віктор Андрійович Ющенко) (Choroezjivka (oblast Soemy), 23 februari 1954) is een voormalig president van Oekraïne. Hij bekleedde deze positie van januari 2005 tot eind februari 2010.

## Biografie
Joesjtsjenko werd geboren in het dorp Choroezjivka in de oblast Soemy als zoon van een leraar. Hij studeerde aan het Financieel-Economisch Instituut in Ternopil en werkte vervolgens als accountant in een kolchoz in de oblast Ivano-Frankivsk. In 1976 verwierf hij een positie binnen de staatsbank van de Sovjet-Unie en werd later gepromoveerd tot president van de Agrarisch-Industriële Bank in Kiev.
In 1993 werd Joesjtsjenko president van de kersverse Oekraïense Centrale Bank. In die hoedanigheid speelde hij een belangrijke rol bij de stabilisering van de Oekraïense financiële markt en bij de invoering van de grivna als nieuwe munteenheid. In 1998 hielp hij Oekraïne door een diepe economische crisis.
In december 1999 werd hij door president Leonid Koetsjma benoemd tot premier van Oekraïne. Gedurende de zestien maanden van zijn premierschap legde Joesjtsjenko zich toe op een serie ingrijpende economische hervormingen, die erop gericht waren de financiële markt gezond te maken, een einde te maken aan regeringssubsidies, de landbouw te privatiseren en een gezond investeringsklimaat te scheppen. Dit bracht zijn regering (in het bijzonder vicepremier Joelia Tymosjenko) echter in conflict met de invloedrijke leiders van de kolen- en gasindustrie. In april 2001 nam het parlement een motie van wantrouwen aan, die werd gesteund door een coalitie van Oekraïense oligarchen en communisten en kwam er aan Joesjtsjenko's premierschap een einde.
In januari 2002 werd Joesjtsjenko leider van centrumrechtse coalitie Nasja Oekrajina ("Ons Oekraïne"), die in maart van dat jaar de parlementsverkiezingen won. Er kwam een hervormingsgezinde regering tot stand onder leiding van premier Anatolij Kinach, maar deze werd in november van hetzelfde jaar door president Koetsjma naar huis gestuurd en vervangen door een pro-Russische, door Koetsjma en het Oekraïense bestel gesteunde regering onder leiding van Viktor Janoekovytsj. Sindsdien wordt Joesjtsjenko beschouwd als de belangrijkste Oekraïense oppositieleider.
Sinds de periode van zijn premierschap stond Joesjtsjenko bekend als een charismatisch leider. Hij genoot grote populariteit bij gewone Oekraïners, maar ook bij intellectuelen. Vanaf 2001 deed hij het in de peilingen beter dan de zittende president, Leonid Koetsjma. Hij werd algemeen beschouwd als Westers-georiënteerde liberaal en een gematigd nationalist.
Joesjtsjenko is gehuwd met de in Chicago geboren Oekraïens-Amerikaanse Kateryna Joesjtsjenko-Tsjoematsjenko.

## Presidentsverkiezingen 2004
In 2004 kwam er een einde aan de ambtstermijn van Leonid Koetsjma als president. Bij de presidentsverkiezingen van 31 oktober was Joesjtsjenko een van de twee belangrijkste kandidaten. De andere was de zittende, pro-Russische premier Viktor Janoekovytsj, die openlijk werd gesteund door zowel Koetsjma als door Rusland.
Joesjtsjenko werd gesteund door een politiek platform, Syla Narodu ("Macht van het Volk"), waarin Nasja Oekrajina de boventoon voerde en dat verder bestond uit kleinere politieke formaties van divers signatuur. Hoog op de agenda stonden Europese integratie, vrijheid en corruptiebestrijding. Ook voormalig vicepremier Joelia Tymosjenko speelde een belangrijke rol in deze beweging.
De campagne van 2004 werd gekenmerkt door onzuiverheden, intimidatie en fraude. Joesjtsjenko moest het vooral hebben van directe communicatie met de kiezers, aangezien de officiële staatsmedia op instigatie van de regering slechts aandacht besteedden aan de campagne van Janoekovytsj. Beide partijen beschuldigden elkaar over en weer van "vuil spel". De campagne kreeg een uitgesproken gewelddadig karakter en de overheid deed opzettelijk niets tegen de gewelddadige aanpak van Koetsjma-aanhangers tegen Joesjtsjenko-aanhangers. De controverse bereikte een hoogtepunt toen Joesjtsjenko begin september plotseling ziek werd en in allerijl naar Oostenrijk moest worden gevlogen voor een behandeling. De diagnose luidde: acute pancreatitis, veroorzaakt door een ernstige virusinfectie en chemische substanties die men normaal gesproken niet in voedsel aantreft. Joesjtsjenko beschuldigde zijn opponenten ervan hem te willen vergiftigen, terwijl laatstgenoemden zijn ziekte wijten aan een combinatie van verkeerde sushi en een teveel aan cognac. In december 2004 werd bekend dat de ernstige vervorming van het gezicht van de charismatische Joesjtsjenko was veroorzaakt door een dioxinevergiftiging.
Bij de eerste ronde van de presidentsverkiezingen, die plaatsvonden op 31 oktober, won Joesjtsjenko met een klein verschil van zijn tegenstrever Janoekovytsj: Joesjtsjenko behaalde 39,87 procent van de stemmen, Janoekovytsj 39,32 procent. Andere kandidaten behaalden minder dan zes procent van de stemmen. Aangezien geen enkele kandidaat meer dan de vereiste 50 procent verwierf, vond op 21 november een tweede ronde plaats. Opvallend was dat Joesjtsjenko won in alle West- en Noord-Oekraïense oblasten, terwijl Janoekovytsj won in alle Oost- en Zuid-Oekraïense oblasten.

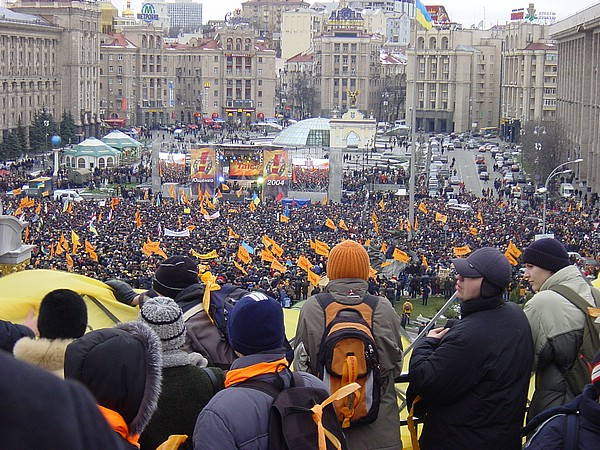
Demonstranten in Kiev, 22 november 2004

De tweede ronde werd met een klein verschil gewonnen door Janoekovytsj. Over de uitslag waren bedenkingen gerezen: volgens de stembuspeilingen had Joesjtsjenko een ruime voorsprong op Janoekovytsj, de telling verliep opvallend snel, zeker in vergelijking met de eerste ronde en in sommige Janoekovytsj-gezinde districten was het opkomstpercentage onwaarschijnlijk hoog. Ook de waarnemers van de OVSE hebben de verkiezingen ondemocratisch genoemd.
Joesjtsjenko en zijn bondgenoten weigerden de overwinning van Janoekovytsj te erkennen. Zij eisten een hertelling van de stemmen en riepen de bevolking op tot massale demonstraties en stakingen. De gemeenteraad van Lviv en enkele andere steden erkenden Joesjtsjenko als winnaar. Honderdduizenden mensen demonstreerden op verschillende plaatsen van het land. Uiteindelijk hadden de protesten succes, en werd er een herstemming uitgeschreven voor de tweede ronde, te houden op 26 december. De situatie in het land was hierbij duidelijk gewijzigd, wat bijvoorbeeld bleek uit de veel minder onevenwichtige media-aandacht.
In deze herstemming won Joesjtsjenko wel. Dit keer waren het Janoekovytsj en zijn aanhangers die weigerden de uitslag te erkennen en kwamen met aantijgingen van verkiezingsfraude. De verkiezingsraad achtte deze echter ongegrond, en dus werd met ruime vertraging Joesjtsjenko tot winnaar uitgeroepen. Op 23 januari 2005 werd hij beëdigd als president.

## Verkiezingen 2007
Op 30 september 2007 werden nieuwe parlementsverkiezingen gehouden, een jaar na de verkiezingen van 2006. De verkiezingen werden weliswaar gewonnen door de pro-Russische Viktor Janoekovytsj, maar de prowesterse bondgenoten van Oranjerevolutie van 2004, bestaande uit Ons Oekraïne van Joesjtsjenko en Blok Joelia Tymosjenko van Joelia Tymosjenko, wonnen gezamenlijk een meerderheid in het parlement en vormden een nieuwe regering.

## Regeringswissel in 2008
In september 2008 viel de prowesterse coalitie, bestaande uit Ons Oekraïne van Joesjtsjenko en Blok Joelia Tymosjenko van Joelia Tymosjenko, na een ruzie tussen beide partijen, waarop Ons Oekraïne de samenwerking stopte. Blok Tymosjenko zou te veel aanschurken tegen de belangrijkste oppositiepartij van de pro-Russische ex-premier Viktor Janoekovytsj. Ook werd Tymosjenko verweten dat ze had ingestemd met wetgeving die de macht van president Joesjtsjenko inperkt. Op 8 oktober 2008 maakte Joesjtsjenko tijdens een televisietoespraak bekend dat hij het parlement zou ontbinden en nieuwe verkiezingen zou uitschrijven. 
Op 20 oktober werd besloten de verkiezingen uit te stellen van 7 naar 14 december. Reden hiervoor was de kredietcrisis. Joesjtsjenko kondigde aan voor enkele dagen het parlement bij elkaar te roepen, opdat er gestemd kan worden over maatregelen om de kredietcrisis aan te pakken. Oekraïne had namelijk flink te lijden onder de kredietcrisis. Het land vroeg bij het IMF een lening aan van 14 miljard dollar. Volgens politieke waarnemers overschaduwde de politieke crisis echter de aanpak van de kredietcrisis. Nadat het Oekraïens parlement herhaaldelijk niet instemde met nieuwe verkiezingen werden ze afgeblazen.
Op 16 december 2008 werd er een nieuwe regering gevormd door Blok Joelia Tymosjenko, Ons Oekraïne en het kleinere Blok Lytvyn.

## Presidentsverkiezingen 2010
In de eerste ronde van de presidentsverkiezingen op 17 januari 2010 behaalde Joesjtsjenko maar 5,45 procent van de stemmen waardoor hij werd uitgesloten van de tweede ronde. Joesjtsjenko gaf geen stemadvies voor de tweede ronde. Wel zei hij politiek actief te willen blijven en zelfs opnieuw president te willen worden.